# Degernästräsket
Degernästräsket är en sjö i Finland. Den ligger i kommunen Pedersöre i landskapet Österbotten, 400 km norr om huvudstaden Helsingfors. Arean är 15 hektar och strandlinjen är 1,83 kilometer lång. Sjön  ingår i Kovjoki å huvudavrinningsområde. 